# جامعة إنسبروك الطبية
جامعة إنسبروك الطبية (بالألمانية: Medizinische Universität Innsbruck) هي جامعة في إنسبروك، النمسا. اعتادت أن تكون واحدة من الكليات التاريخية الأربع لجامعة Leopold-Franzens-Universität إنسبروك وأصبحت جامعة مستقلة في عام 2004.

## تاريخ
يعود التقليد الطبي إلى ما قبل وقت طويل من تأسيس الجامعة, مع تأسيس أول مستشفى في مدينة تعدين الفضة القريبة شفاتس في عام 1307. تم تضمين كلية الطب في الجامعة الأولى, التي أنشأها الإمبراطور ليوبولد الأول عام 1669.

## المعدات الاحتفالية

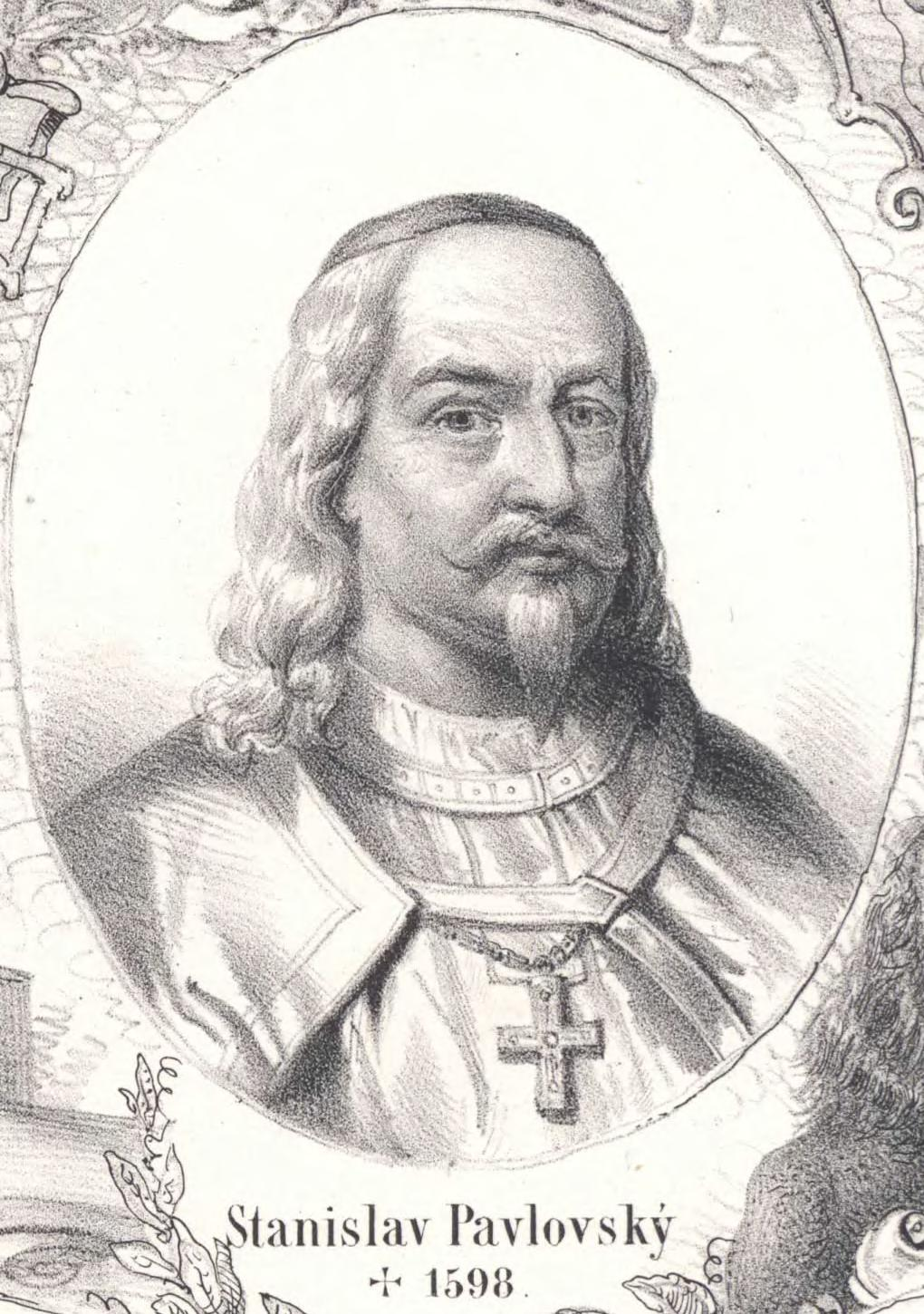
الأسقف ستانيسلاف بافلوفسكي, الذي تبرع بصولجان يمتلكه الآن إنبروك في عام 1588 إلى جامعة أولوموك

في خمسينيات القرن التاسع عشر, أغلق آل هابسبورغ جامعة أولوموك تدريجيًا نتيجة لمشاركة طلاب وأساتذة أولوموك في ثورات عام 1848 والنهضة الوطنية التشيكية. ثم تم نقل المعدات الاحتفالية لجامعة أولوموك إلى جامعة إنسبروك. تُستخدم الآن صولجان أولوموك الاحتفالية الأصلية من ثمانينيات القرن الخامس عشر كقوالب لجامعة إنسبروك وكلياتها وجامعة إنسبروك الطبية. تستخدم الجامعة الطبية الصولجان الاحتفالي لكلية الفلسفة في أولوموك من عام 1588 وسلسلة Olomouc Rector's Chain في وقت ما بين 1566-1573.
قام أسقف أولوموتس ستانيسلاف بافلوفسكي بإعطاء صولجان الاحتفالية الذي تستخدمه حاليًا جامعة إنسبروك الطبية إلى جامعة أولوموك في كاليفورنيا. 1588. يبلغ ارتفاعه 163 سم, وهو مصنوع من الفضة ومطلي بالذهب. عليه نقش SPEO (Stanislaus Pawlowski Episcopus Olomucii) وزخارف أخرى.
في إطار قانون الجامعة لعام 2002, تم فصل كلية الطب عن جامعة ليوبولد-فرانزنس, وأنشئت الجامعة الطبية في إنسبروك كجامعة في حد ذاتها. اليوم, Med-Uni لديها حوالي 3,000 طالب و 1,800 موظف. وهي أهم منشأة للبحث والتدريب الطبي في غرب النمسا والجامعة الرئيسية للعديد من سكان تيرول وجنوب تيرول والطلاب من مقاطعة فورارلبرغ.

## الحائزون على جائزة نوبل
- فريتز بريغل, 1923 (الكيمياء - لمساهماته في التحليل الدقيق العضوي الكمي)
- أدولف فينداوس, 1928 (الكيمياء - لعمله على الستيرولات وعلاقتها بالفيتامينات)
- هانس فيشر, 1930 (الكيمياء - لتخليق الهيمين)

## روابط خارجية
- جامعة انسبروك الطبية
- جامعة انسبروك
- Universitäts- und Landesbibliothek Tirol
- الدراسة في النمسا: دليل